# Phiala reussi
Phiala reussi är en fjärilsart som beskrevs av Embrik Strand 1911. Phiala reussi ingår i släktet Phiala och familjen Eupterotidae. Inga underarter finns listade i Catalogue of Life.